# Dropped Frames, Vol. 1
Dropped Frames, Vol. 1 —en español: Marcos caídos— es un multi-álbum que consiste en tres discos instrumentales del cantante, rapero y compositor estadounidense Mike Shinoda. Se lanzó el 10 de julio de 2020 a través de la discográfica Kenji Kobayashi Productions.

## Antecedentes
Cuando comenzó la cuarentena de COVID-19, Shinoda se enamoró de Twitch. El cantante pasó de lunes a viernes haciendo arte en Twitch, mientras que los fanáticos hicieron comentarios. Cuatro días de cada semana involucraban hacer música, mientras que un día por semana se dedicaba a crear arte visual.
A finales de junio de 2020, Shinoda anunció que planeaba publicar su segundo álbum de estudio a principios de julio de 2020. También declaró que las canciones fueron hechas con la ayuda de los fanáticos que vieron su canal Twitch. En ese momento, también permitió la transmisión gratuita de canciones "Open Door", "Super Galaxtica" y "Osiris". La canción "Open Door" tiene voces de Shinoda y más de media docena de fanáticos en todo el mundo. El resto del álbum es completamente instrumental con múltiples géneros representados.

## Lista de canciones
| N.º | Título                             | Duración |  |
| 1.  | «Open Door»                        | 3:06     |  |
| 2.  | «Super Galaxtica»                  | 2:29     |  |
| 3.  | «Duckbot»                          | 2:09     |  |
| 4.  | «Cupcake Cake»                     | 3:15     |  |
| 5.  | «El Rey Demonio»                   | 2:44     |  |
| 6.  | «Doodle Buzz»                      | 3:50     |  |
| 7.  | «Channeling, Pt. 1» (con Dan Mayo) | 3:52     |  |
| 8.  | «Osiris»                           | 3:18     |  |
| 9.  | «Babble Bobble»                    | 1:54     |  |
| 10. | «Session McSessionface»            | 3:24     |  |
| 11. | «Neon Crickets»                    | 3:25     |  |
| 12. | «Booty Down»                       | 0:57     |  |